# Amastris (stolica tytularna)
Amastris (łac. Archidioecesis Amastrianus) – stolica historycznej archidiecezji w Cesarstwie Rzymskim (prowincja Paflagonia), współcześnie w Turcji. Po raz pierwszy wzmiankowana w II wieku. W XIX w. została katolickim biskupstwem tytularnym, zaś w 1932 została podniesiona do rangi archidiecezji. Od 1965 nie posiada tytularnego arcybiskupa.

## Biskupi i arcybiskupi tytularni
| Lp. | Biskup                      | Funkcja                                                   | Od               | Do               |
| --- | --------------------------- | --------------------------------------------------------- | ---------------- | ---------------- |
| 1   | Michael Francis Howley      | wikariusz apostolski Zachodniej Nowej Fundlandii (Kanada) | 29 kwietnia 1892 | 5 stycznia 1895  |
| 2   | Antonio Maria Roveggio FSCJ | wikariusz apostolski Centralnej Afryki (Sudan)            | 8 lutego 1895    | 3 maja 1902      |
| 3   | John Joseph O’Gorman CSSp   | wikariusz apostolski Sierra Leone                         | 14 września 1903 | 13 kwietnia 1935 |
| 4   | Basile Ephrem Hikary        | syryjski wikariusz patriarchalny Antiochii (Liban)        | 22 lipca 1936    | 9 lutego 1958    |
| 5   | Teopisto Valderrama Alberto | arcybiskup koadiutor Caceres (Filipiny)                   | 7 września 1959  | 6 kwietnia 1965  |